# Jakob Heep
Jakob Heep (* 6. Juli 1893 in Bacharach; † 14. August 1956 in Idar-Oberstein) war ein deutscher Politiker (SPD).

## Leben
Nach dem Besuch der Volksschule absolvierte Heep eine kaufmännische Lehre. Er leistete ab 1910 Militärdienst in der Preußischen Armee, war Soldat im Sanitätsdienst und bekleidete den Rang eines Sanitätsvizefeldwebels. Von 1915 bis 1918 diente er im Verwaltungsdienst des Königlich-preußischen Festungslazarettes in Koblenz. Von 1918 bis 1920 arbeitete er beim Sanitätsamt und danach beim Hauptversorgungsamt der Stadt Koblenz. Neben seiner beruflichen Tätigkeit bildete er sich von 1926 bis 1929 an der Mittelrheinischen Verwaltungsakademie und von 1927 bis 1931 an der Verwaltungsakademie Bonn fort.
Während der Zeit des Nationalsozialismus wurde Heep 1936 als Regierungsinspektor entlassen, von der Gestapo verhaftet und zu acht Monaten Gefängnis verurteilt. Wegen eines Verstoßes gegen das „Heimtückegesetz“ wurde er 1938 erneut verhaftet und zu einer einjährigen Gefängnisstrafe verurteilt. Nach seiner Entlassung war er als selbständiger Landwirt in Dommershausen tätig. Ab 1944 nahm er als Soldat am Zweiten Weltkrieg teil. Während des Krieges war er Kontrolloffizier für Kriegsgefangene und 1945 geriet er selbst für kurze Zeit in US-amerikanische Gefangenschaft.
Heep war bereits vor 1933 Mitglied der SPD, in die er 1945 wieder eintrat. Im September 1945 wurde er von der Militärregierung als kommissarischer Amtsbürgermeister in Kirchberg eingesetzt. Diese Funktion übte er bis September 1946 aus, als er die Stelle als Landrat des Landkreises Birkenfeld annahm, die er bis zu seinem Tod innehatte. Nach der Gründung des Landes Rheinland-Pfalz wurde er bei der ersten Landtagswahl 1947 über ein Direktmandat im Regierungsbezirk Koblenz in den Rheinland-Pfälzischen Landtag gewählt, dem er bis 1951 angehörte. Im Landtag war er Mitglied des Agrarpolitischen Ausschusses, des Ernährungs- und Versorgungsausschusses, des Reformausschusses und der Reform- und Sparkommission. Bis zum 5. April 1948 war er zudem Vorsitzender des Haushalts- und Finanzausschusses.